# HMS Swallow (1732)
HMS Swallow (с англ. — «Корабль Eё величества „Ласточка“») — британский линейный корабль 4 ранга Королевского военно-морского флота, построенный в соответствии с размерами Уложения 1719 года на верфи в Плимут-Доке (ныне Девонпорт) и спущенный на воду 6 октября 1732 года. В 1737 году был переименован в HMS Princess Louisa.

## История
HMS Princess Louisa принимал участие в разрушении испанской крепости Сан-Лоренцо-эль-Реаль-Чагрес (22-24 марта 1740 года) в Панаме в составе эскадры под командованием вице-адмирала Эдварда Вернона в ходе Войны за ухо Дженкинса.
В 15:00 22 марта 1740 года английская эскадра в составе кораблей HMS Strafford, HMS Norwich, HMS Falmouth и HMS Princess Louisa , фрегата HMS Diamond, бомбардирских судов HMS Alderney, HMS Terrible и HMS Cumberland, боевых кораблей Success и Eleanor, а также транспортов Goodly и Pompey, под командованием Вернона начал бомбардировку испанской крепости. Учитывая подавляющее превосходство английских сил, капитан дон Хуан Карлос Гутьеррес Севальос сдал форт 24 марта после двухдневного сопротивления.
Корабль служил до 1742 года, когда он был разобран.